# İzmit
İzmit (korábbi nevén Nikomédia, Bithünia fővárosa) Törökország több mint 200 ezer lakosú városa, az egyúttal büyükşehir belediyesivel (nagyvárosi önkormányzattal) rendelkező Kocaeli tartomány egyik körzete. A Márvány-tenger legkeletibb részén, az İzmit-öböl partján fekszik.  A körzetben 2008-ban 306 515 fő élt, a városban 287 970 fő. A város egy népszerű török édesség, a pişmaniye hazája is. Gyorsan növekvő gazdasága miatt az „anatóliai tigrisek” csoportjába tartozik.

## Történelme
I. e. 262-ben alapította I. Nikomedész bithüniai király, akiről Nikomediának nevezték el. Gyors fejlődésnek indult, és az ókor legjelentősebb városai közé emelkedett. A bizánci korszakban jelentősége azonban fokozatosan csökkent a főváros, Konstantinápoly árnyékában. 1331-ben az oszmán törökök kezére került. Neve évszázadokon keresztül többször változott: Nikomediából Iznikumid, Iznikmid, Izmid alakokon át lett végül İzmit. 1873-ban épült meg az a vasútvonal, amely összekötötte Isztambullal. 1888-ban önálló tartományi (sancak) központ lett. 1920-1921 között egy évig angol és görög megszállás alatt állt.

## Látnivalók
Török kori nevezetességei közül említésre méltó az Orhan dzsámi, fenn egy dombtetőn a citadella szomszédságában, az azonos nevű utcában. Szülejmán pasa 1355-ben alakíttatta át egy régebbi templomból, apja emlékére. Egy másik fontos emlék a török korból a Pertev Pasa dzsámi a tengerpart közelében áll. A város legnagyobb és legszebb dzsámija 1579-ben épült, Szinán építész tervei alapján.

## Magyar vonatkozás
Felkelésének leverése után Thököly Imre az Oszmán Birodalomba menekült, ide később felesége, Zrínyi Ilona is követte. İzmitben telepedtek le, azon a birtokon, melyet a szultán rendeletileg adományozott a menekülteknek. A helyszínen ma már erre utaló jelet nem találunk. Thököly holttestét ugyanis, amely először itt volt eltemetve az örmény temetőben, a 20. század elején Magyarországra szállították (az Isztambulban eltemetett Zrínyi Ilona holttestével együtt).
2005-ben, halálának 300. évfordulóján utcát neveztek el róla. 2008. november 14-én nyílt meg a városban a Seka parkban a Thököly Emlékház, amely az 1701–1705 között száműzetésben itt élő Thököly Imrének állít emléket. A ház mellett többnyelvű emléktáblát helyeztek el.
A város testvérvárosi kapcsolatokat ápol Székesfehérvárral.

## Testvérvárosai
- Kassel, Németország
- Ulszan, Dél-Korea
- Csinan, Kína
- Székesfehérvár, Magyarország (2008)[4]